# Irina Záitseva
Irina Záitseva –en ruso, Ирина Зайцева– es una deportista rusa que compitió en escalada. Ganó una medalla de plata en el Campeonato Mundial de Escalada de 1997, en la prueba de velocidad.

## Palmarés internacional
| Campeonato Mundial | Campeonato Mundial | Campeonato Mundial | Campeonato Mundial |
| Año                | Lugar              | Medalla            | Prueba             |
| ------------------ | ------------------ | ------------------ | ------------------ |
| 1997               | París (Francia)    | Medalla de plata   | Velocidad          |